# Annonciation d'encadrement
Pour les articles homonymes, voir Annonciation (homonymie) et L'Annonciation (Botticelli).

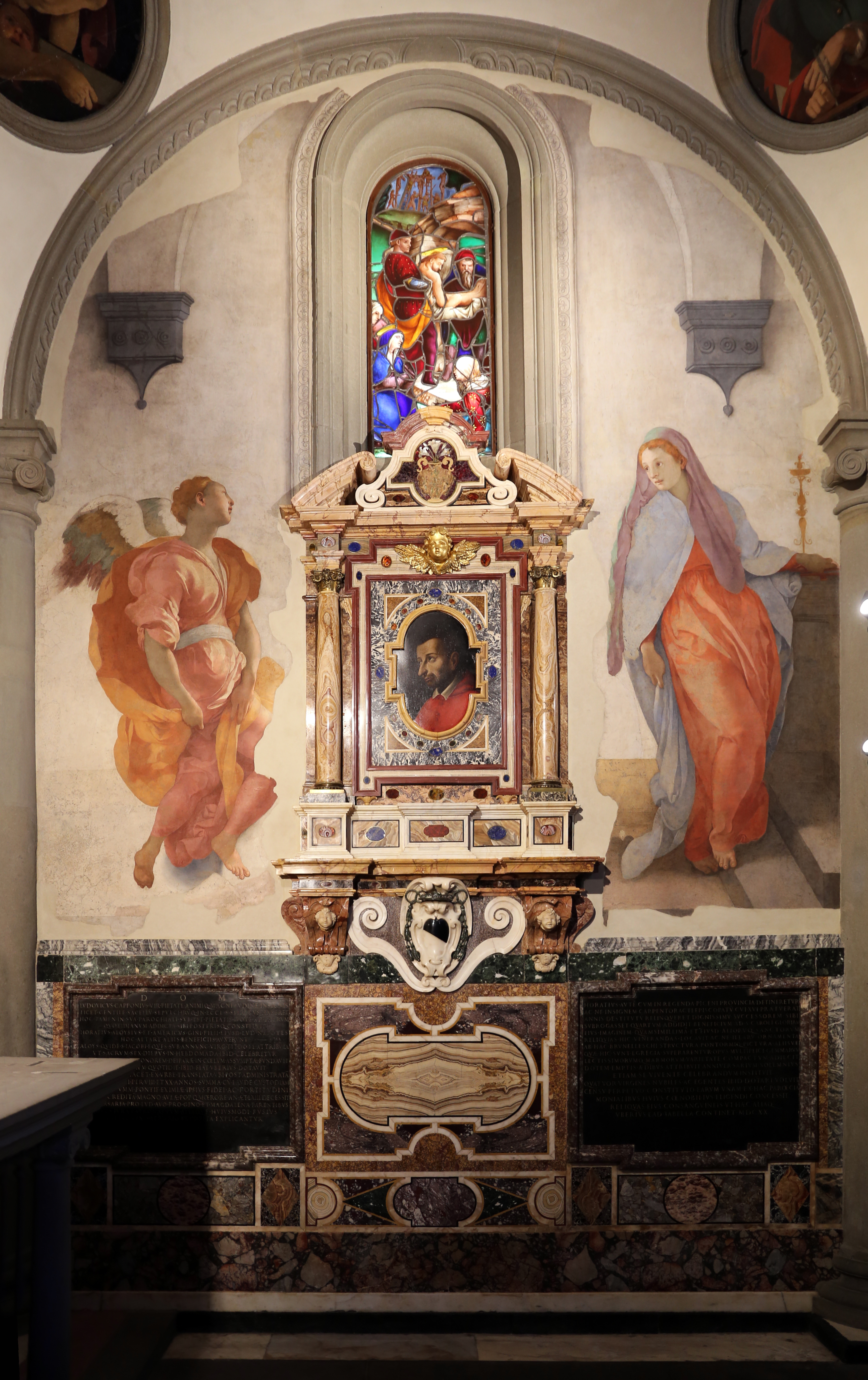
Fresques latérales du Pontormo.

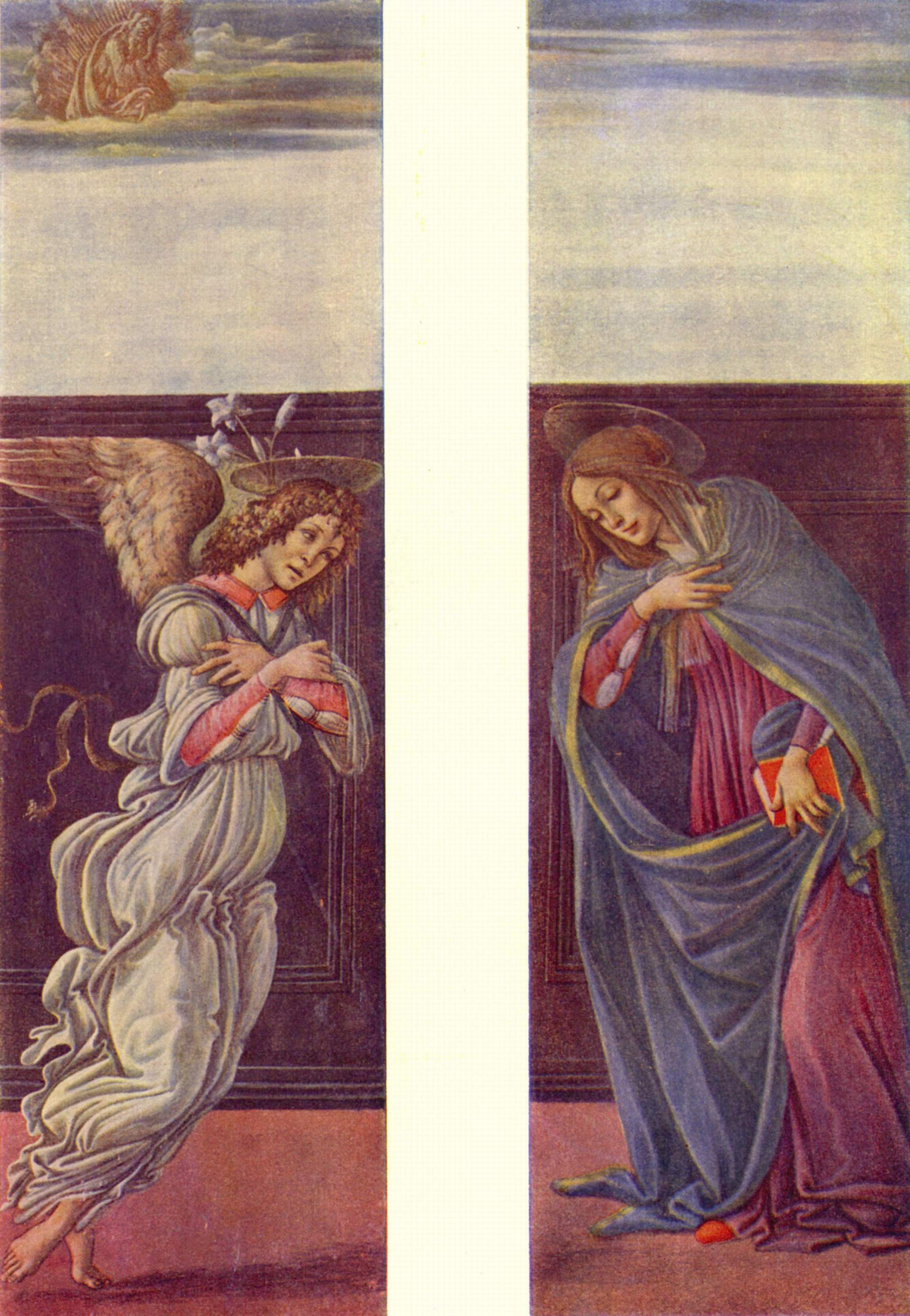
Panneaux de Botticelli au Musée des beaux-arts Pouchkine.

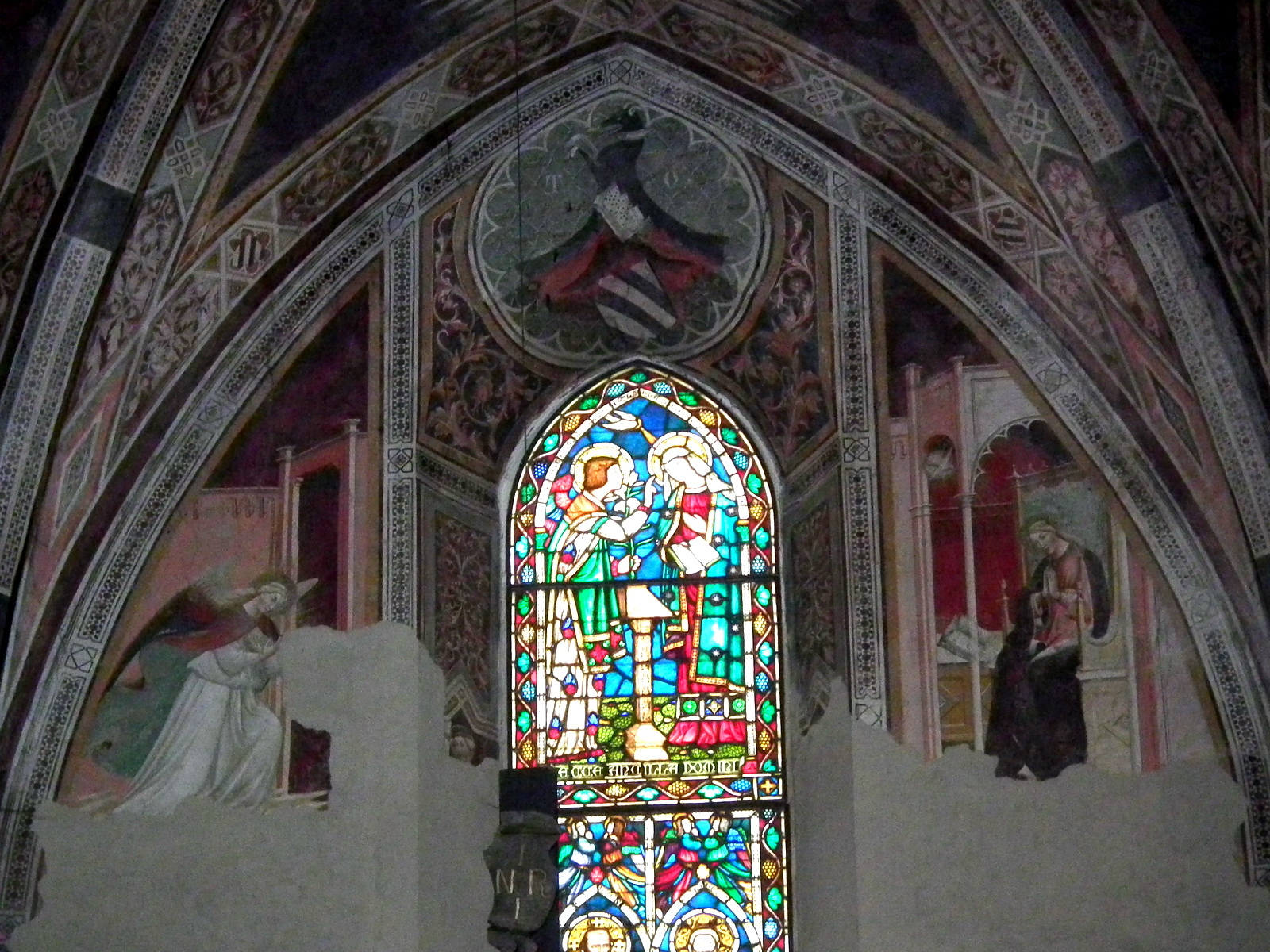
Fresques de la chapelle majeure de la Chiesa di San Francesco (Pescia).

Une Annonciation d'encadrement est une représentation picturale  du  thème iconographique de L'Annonciation en deux panneaux distincts représentant (habituellement) : 
- dans celui de gauche « l'ange de l'Annonciation »,
- dans celui de droite, « la Vierge annoncée ».

## Destination
Le but de cette séparation est multiple :
- encadrer une ouverture existante, symbolisant la lumière divine ;
- se plier aux  séparations architectoniques par colonnettes  des panneaux d'un polyptyque ;
- répartir les deux moitiés de la scène dans les panneaux éloignés d'une prédelle ;
- encadrer un tabernacle d'autel ;
- orner les portes d'une arliquiera (armoire aux reliques) ;
- orner les panneaux mobiles d'un buffet d'orgue ;
- remplir les surfaces de voûtes d'ogive.

Dans tous les cas éviter ainsi de représenter l'infini, l'intervention divine dans l'événement biblique (la venue du Christ que les tableaux entiers éludent par l'interposition d'une colonne dès le Quattrocento).

## Exemples notoires

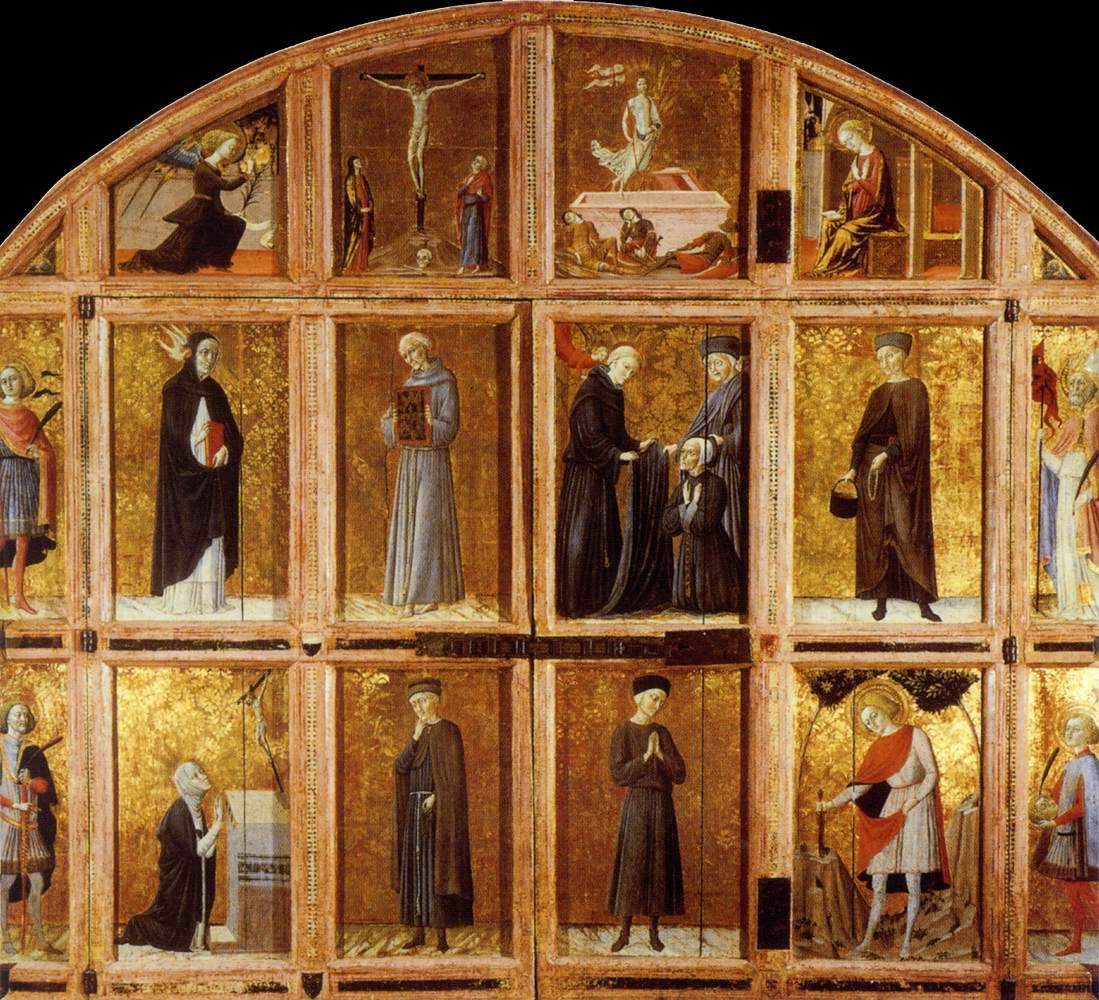
Panneaux séparés de l'Annonciation aux bords extrêmes du haut de lArliquiera décorée par Vecchietta (pinacothèque nationale de Sienne).

- Parties hautes gauche et droite d'un tympan architectural par Giotto, chapelle des Scrovegni de Padoue.
- Portes  d'arliquiera du Vecchietta, pinacothèque nationale de Sienne.
- Fresques séparées par une fenêtre d'Ambrogio Lorenzetti  dans la Cappella di San Galgano a Montesiepi.
- panneaux latéraux d'une voûte peinte par Lippo Vanni, San Leonardo al Lago, Sienne.
- idem par Biagio di Goro Ghezzi, San Michele Arcangelo, Paganico.
- Partie latérales d'un tympan percé d'un œil de bœuf par Altichiero da Zevio, chapelle Saint-Georges, Padoue.
- idem par Barna da Siena (Lippo Memmi ?), collégiale de San Gimignano.
- Panneaux de polyptyque par Matteo di Giovanni, musée d'art sacré, Asciano.
- Panneaux ogivaux du « polyptyque de San Giusto » par Pietro Lorenzetti, pinacothèque nationale de Sienne.
- Coins supérieurs d'une ogive par  Masolino da Panicale, à la Basilique Saint-Clément, Rome.
- Deux tondi de Filippino Lippi, Museo communale de San Gimignano.
- Panneaux d'orgue de Cosme Tura, Galerie nationale de Ferrare.
- Fresques en tondi de Vincenzo Foppa, chapelle Portinari,  Sant'Eugstorgio, Milan.
- Angles supérieurs  du monument Brenzoni (sculpté) complété par  Pisanello et Nanni di Bartolo, San Fermo Maggiore, Vérone.
- par Benozzo Gozzoli :
  - celle du Tabernacolo dei Giustiziati,
  - celle encadrant la porte de la chapelle Amannati, au Camposanto de Pise,
  - celle du Tabernacolo della Vizitazione.
- de part et d'autre d'un Tabernacle, église santa Felicita, Florence.
- Celle du Polyptyque Averoldi du Titien